# Paolo Carlini
Paolo Carlini (Sant'Arcangelo di Romagna, 6 de janeiro de 1922 – Roma, 3 de novembro de 1979) foi um ator italiano de teatro, televisão e cinema. Ele apareceu em 45 filmes entre 1940 e 1979.
Nascido em Sant'Arcangelo di Romagna, Carlini frequentou os cursos de interpretação promovidos pela atriz Teresa Franchini e estreou muito jovem no palco. Ele é considerado como uma das primeiras estrelas das minisséries da televisão italiana (chamadas "sceneggiati"). Ele era conhecido por sua associação com a atriz Lea Padovani, com quem atuou em uma série de dramas aclamados na década de 1950. Além de sua longa carreira no cinema, Carlini alcançou notoriedade com os rumores de que teria sido parceiro de Giovanni Montini, o arcebispo de Milão, mais tarde Papa Paulo VI.